# Malasan
Malasan is een bestuurslaag in het regentschap Trenggalek van de provincie Oost-Java, Indonesië. Malasan telt 5605 inwoners (volkstelling 2010).